# DDB Worldwide
Pour les articles homonymes, voir DDB.
DDB Worldwide est un groupe de communication fondé en 1948. Il fait partie du Groupe Omnicom, deuxième groupe de communication au monde après WPP Group. Son réseau comporte plus de 200 bureaux dans une centaine de pays.
Le réseau DDB offre ses services à de très nombreux clients internationaux (McDonald’s, Volkswagen, Johnson & Johnson, Henkel, ExxonMobil…).
Les services proposés par DDB vont de la publicité traditionnelle au marketing direct, en passant par le numérique, via ses filiales Rapp (anciennement Rapp Collins), TracyLocke et Tribal DDB.

## Histoire

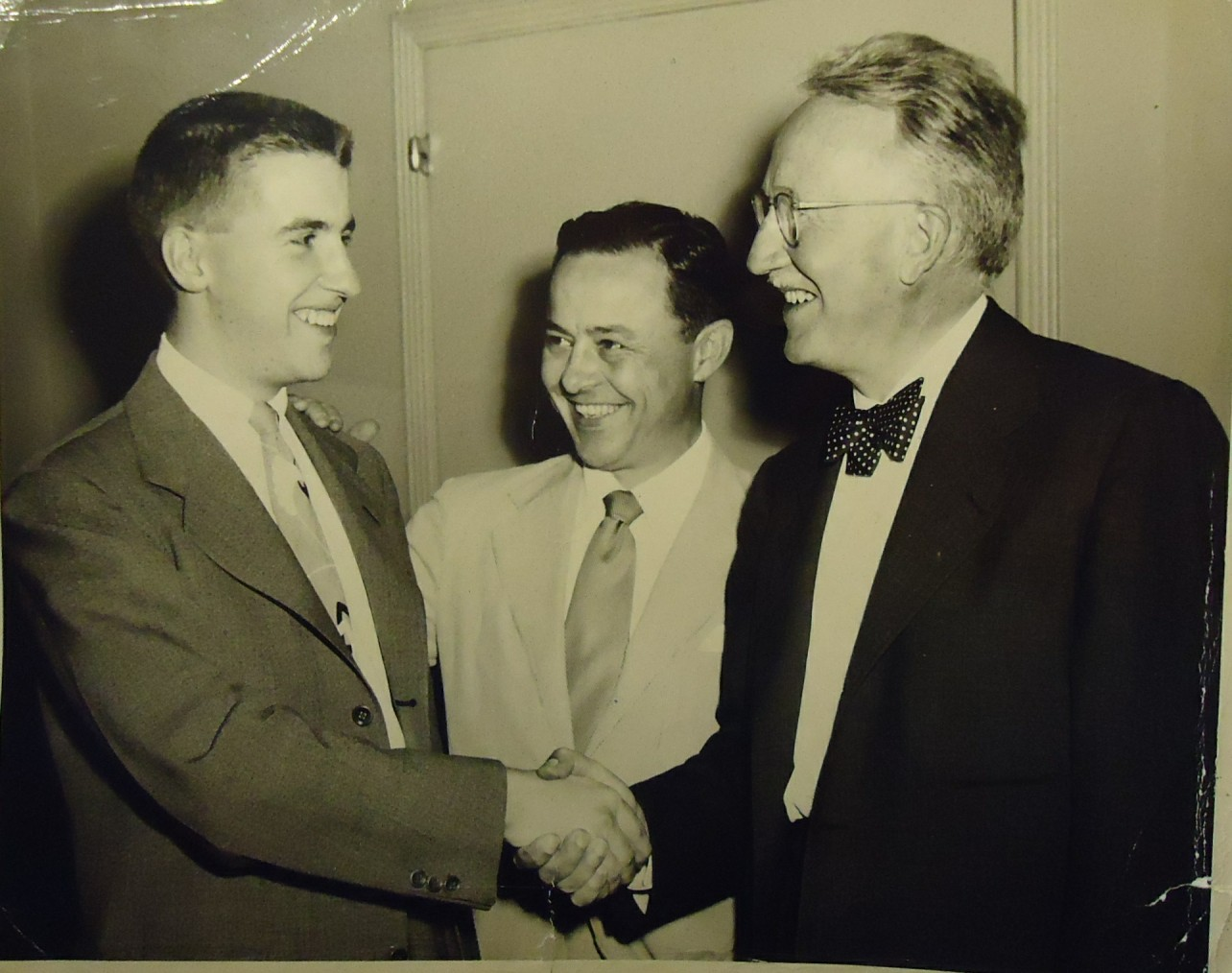
En 1950 à Chicago, Maurice Needham (à droite), futur président de Needham, Harper & Steers qui deviendra plus tard DDB puis Omnicom.

L'agence DDB, Doyle Dane Bernbach, a été fondée le 1er juin 1949 à New York. Elle est née de la collaboration entre Maxwell Dane, administrateur d'une petite agence de publicité et de Ned Doyle et William Bernbach, concepteur-rédacteurs qui s'étaient rencontrés dans l'agence Grey Advertising.
En 1986, DDB a fusionné ses réseaux mondiaux avec Needham Harper et est devenu DDB Needham. La même année, DDB Needham a fusionné avec BBDO pour former le groupe Omnicom.